# Cañón doble

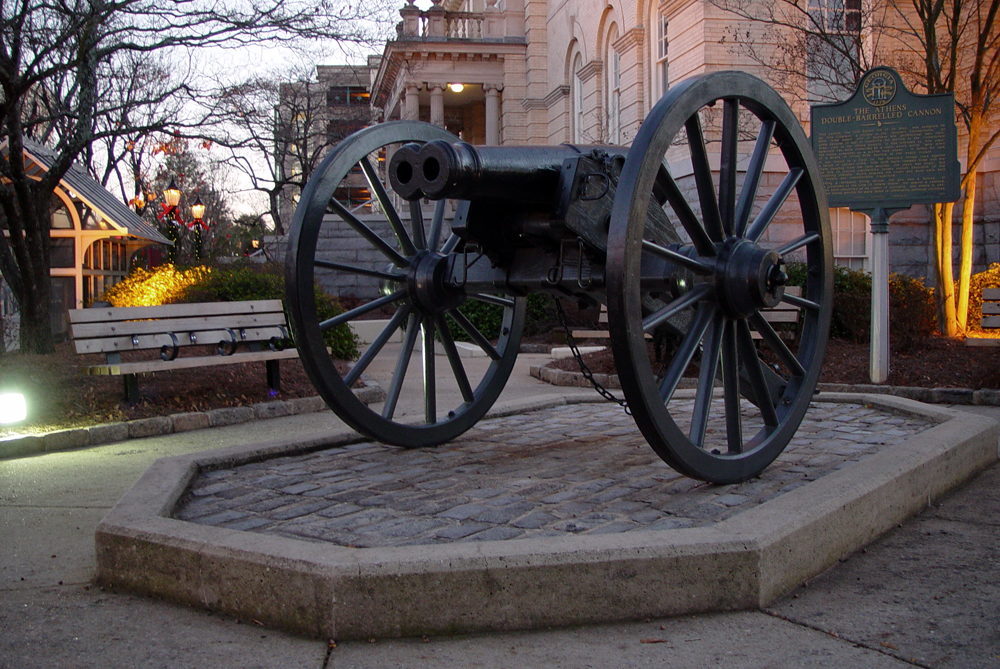
Vista de tres cuartos del cañón doble.

El cañón doble es una pieza de artillería experimental de la Guerra de Secesión y actualmente es un hito histórico ubicado en Athens, Georgia. Aunque fue construido para la guerra, el cañón nunca entró en batalla.

## Historia

### Concepto
Este concepto se remonta a 1642 y al armero florentino Antonio Petrini. Él vació el primer cañón destinado a disparar simultáneamente desde cañas paralelas dos bolas unidas por una cadena, con la intención de segar a los soldados enemigos como trigo cuando los alcanzase. Sin embargo la palabra operativa, era "simultáneamente". Para que el arma funcione, la pólvora detrás de cada bola debía encenderse en el mismo instante, lo que por supuesto rara vez sucedió.
En 1862, el dentista, constructor y mecánico de Georgia, John Gilleland, recaudó dinero de una camarilla de ciudadanos confederados en Athens, para construir el mejor cañón de bala encadenada por un costo de $350. Fundido en una sola pieza, el cañón presentaba ánimas paralelas, cada una de un poco más de 76 mm (3 pulgadas) de diámetro y se extendía ligeramente hacia afuera para que los disparos divergieran y estiraran la cadena. Las dos cañas tienen una divergencia de 3 grados, y el cañón fue diseñado para disparar simultáneamente dos balas encadenadas para "segar al enemigo, así como una guadaña corta el trigo". Durante las pruebas, el cañón de Gilleland efectivamente segó árboles, arrasó un maizal, derribó una chimenea y accidentalmente mató a una vaca. Ninguno de los anteriores estaba cerca del objetivo previsto del cañón.
Un tratado que describe el cañón de Antonio Petrini sobrevive en las Armerías Reales de la Torre de Londres, mientras que el cañón de Gilleland se asienta en el césped del ayuntamiento de Athens.

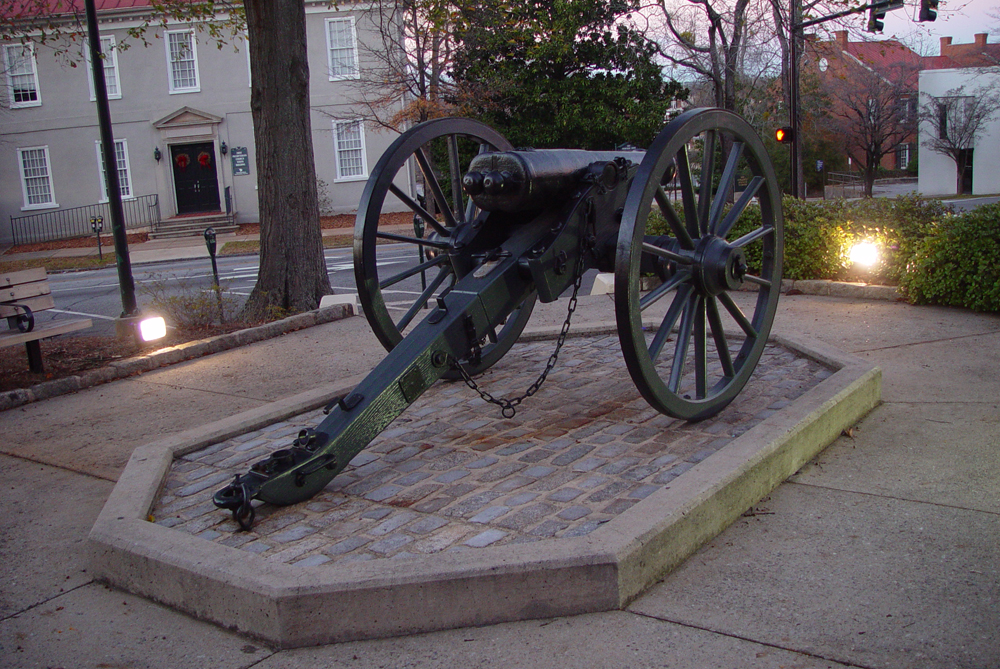
Vista desde atrás del cañón doble.

### Ejecución
El invento de Gilleland fue un fracaso. Cuando se probó por primera vez, el 22 de abril de 1862, y apuntó a un blanco de dos postes verticales, la combustión desigual de la pólvora y las imperfecciones de fundición en las cañas dieron a las balas encadenadas un movimiento giratorio en una dirección descentrada, con testigos que informaron que en su primer disparo "aró casi un acre de tierra, rasgó un maizal, segó árboles, y luego la cadena se rompió, las dos balas iban en direcciones diferentes".
En su segundo disparo, la bala encadenada pasó sobre el horizonte y entró en un bosquecillo de pinos. "[El] bosquecillo de pinos jovenes al que había apuntado parecía como si hubiese pasado a través de este un ciclón estrecho o una segadora gigante", informó otro testigo.
En su tercer disparo, la cadena se rompió de inmediato y una bala atravesó una cabaña cercana, derribando su chimenea; la otra giró erráticamente y golpeó a una vaca cercana, matándola al instante. Gilleland consideró los disparos de prueba un éxito.

### Empleo durante la Guerra de Secesión

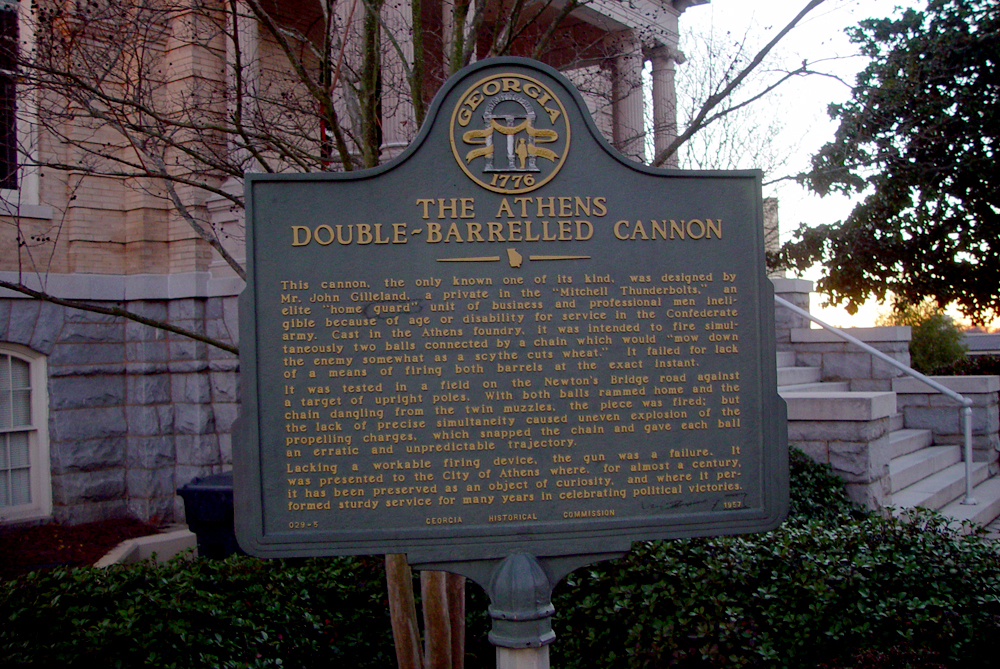
La placa conmemorativa en el sitio del cañón.

Gilleland trató de promover su invento al arsenal del Ejército de los Estados Confederados de Augusta, Georgia, donde fue declarado inadecuado para su propósito. Él continuó intentando promover su invento a otros líderes militares alrededor de Augusta, pero no logró captar el interés de ninguno. Finalmente su creación fue empleada como un cañón de señales para advertir sobre el avance del Ejército de la Unión.
El 27 de julio de 1864, el cañón fue disparado después de escuchar un informe sobre varios miles de soldados de la Unión aproximándose a Monroe, Georgia. Sin embargo, el informe resultó ser falso. El cañón doble desapareció en 1891, siendo encontrado nuevamente doce años después. 

## Uso actual
Hoy en día, el cañón está expuesto en el césped del ayuntamiento de Athens, donde es una propiedad contribuidora del Distrito Histórico del Centro de Athens. Un hito local y curiosidad pública, el cañón es una de las atracciones más populares y conocidas de la ciudad. Todavía está apuntado hacia el norte, en un simbólico gesto desafiante contra el Norte que debía combatir.

## Otros cañones de cañas múltiples

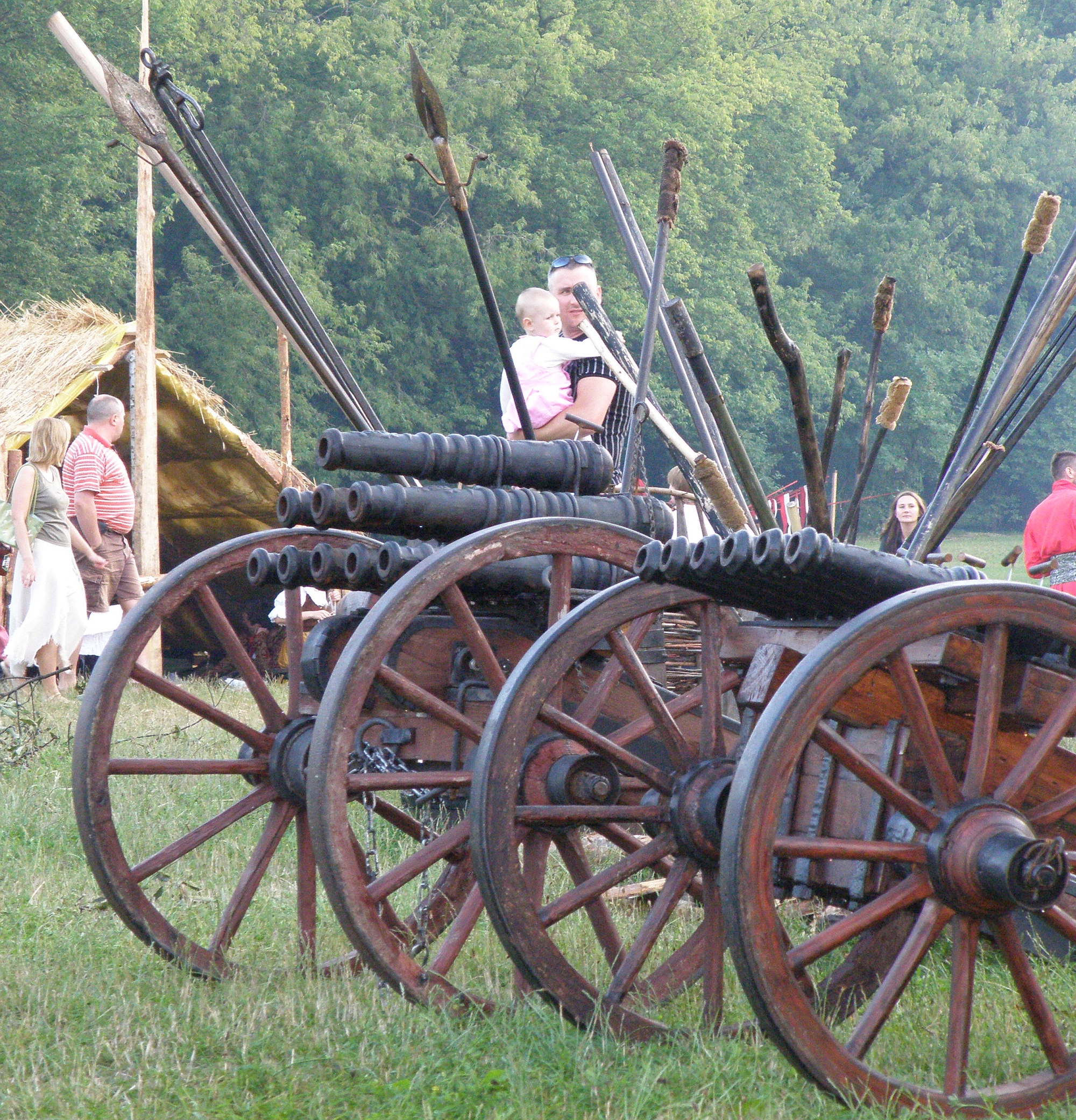
Ribadoquines polacos de 9 y 6 cañones.

Aunque el cañón conservado en Athens es el más famoso cañón doble, no es el único. Otro importante ejemplar era llamado Elizabeth-Henry, por los hijos menores de Carlos I de Inglaterra. Fue empleado por los Cavaliers durante la Revolución inglesa, disparando proyectiles de 2 onzas. También podía disparar racimos de metralla. Sus cañas estaban forradas en cuero para prevenir la corrosión.
En la India también se construyeron cañones con múltiples cañas. Un ejemplar con 6 cañas, similar a los ribadoquines de la Edad Media, está conservado en el Centro Científico Nehru.
En Polonia, cañones con hasta siete cañas fueron empleados en el siglo XVI. Estos eran similares a los cañones de volea y las baterías de órgano del siglo XIX, pero eran de mayor calibre.
En 2012, la Gunsmoke gun shop construyó una versión ligeramente modernizada bajo pedido en la serie televisiva American Guns (Temporada 2, episodio 8). Al emplear un sistema de disparo más moderno que el de la Guerra de Secesión, el equipo de la Gunsmoke tuvo más éxito en disparar ambas cañas correctamente. El cañón empleado en dicho episodio fue realmente construido por la Sprik's Cannon Works y vendido a la Gunsmoke para su programa televisivo. Ambas cañas serían soldadas por ellos. Estos también crearon el sistema de disparo, para que ambas cañas disparen al mismo tiempo con mayor precisión.